# Liste der Bodendenkmale in Stollberg/Erzgeb.
In der Liste der Bodendenkmale in Stollberg/Erzgeb. sind die Bodendenkmale der Stadt Stollberg/Erzgeb. und ihrer Ortsteile nach dem Stand der Auflistung von Volkmar Geupel aus dem Jahr 1983 aufgelistet. Eventuelle Änderungen und Ergänzungen, insbesondere aus der Zeit nach der Wende, sind nicht berücksichtigt, da für Sachsen aktuell keine neueren allgemein zugänglichen Bodendenkmallisten vorliegen. Die Baudenkmale sind in der Liste der Kulturdenkmale in Stollberg/Erzgeb. aufgeführt.
| Denkmal-ID | Fundart            | Ortsteil  | Bezeichnung                                                                                | Zeitstellung | Lage                                                         | Bemerkungen                                                                             | Bild |
| ---------- | ------------------ | --------- | ------------------------------------------------------------------------------------------ | ------------ | ------------------------------------------------------------ | --------------------------------------------------------------------------------------- | ---- |
| ?          | besonderer Stein   | Beutha    | Gruppe von 2 Steinkreuzen und Inschriftenplatte, „Nicol-List-Steine“, „Nickel-List-Steine“ | Neuzeit      | Friedhof, Nische in der inneren südöstlichen Umfassungsmauer | Schutz seit 23. September 1963                                                          |      |
| ?          | Befestigung > Burg | Stollberg | Wehranlage „Schloss Hoheneck“                                                              | Mittelalter  | östlich im Ort auf einem Bergsporn über dem Gablenzbach      | Höhenburg in Spornlage, durch Schloss überbaut und verändert, Schutz seit 15. Juli 1970 |      |